# Матюха Лариса Федорівна
Лариса Федорівна Матюха (нар. 9 грудня 1956 — 25 жовтня 2021) — професор, доктор медичних наук, завідувач кафедри сімейної медицини та амбулаторно-поліклінічної допомоги Національної медичної академії післядипломної освіти ім. П. Л. Шупика.

## Життєпис
Народилася 09 грудня 1956 року в м. Тюкалінськ Омської області (Росія), Одеський медичний інститут імені М. І. Пирогова, 1975—1981. Закінчила школу в с. Троїцьке, Біляївського р-ну Одеської області у 1973 р. 1973—1975 — навчання в Одеському медичному училищі № 1.

### Освіта
1975—1981 — навчання в Одеському медичному інституті ім. М. І. Пирогова, на лікувальному факультеті, спеціальність — внутрішні хвороби. 1981—1982 — інтернатура в Київській обласній клінічній лікарні
1982—1989 — робота в госпітальному відділенні Київської обласної клінічній лікарні. З 1989 по 1992 роки — клінічна ординатура, надалі заочна аспірантура на кафедрі терапії-1 Київського інституту удосконалення лікарів, під час якої захистила дисертацію на здобуття наукового ступеня кандидата медичних наук. З 1993 р — асистент, а згодом доцент цієї кафедри, яка в 1996 році була перейменована в кафедру сімейної медицини.
З 2007 р. — головний позаштатний спеціаліст МОЗ України за спеціальністю «Загальна практика — сімейна медицина». Особисто значною мірою долучилась до становлення та розвитку сімейної медицини в Україні, брала участь у розробці проектів законодавчих та нормативних документів.
З 2012 року — завідувач кафедри сімейної медицини та амбулаторно-поліклінічної допомоги.
Вчителі — професори: Ганджа Ігор Михайлович, Бабиніна Лідія Яківна, Гойда Ніна Григорівна.

### Смерть
25 жовтня 2021 року померла від COVID-19.

### Захист дисертаційних робіт
У 1993 р. захистила кандидатську дисертацію «Динаміка простагландинів плазми крові та синовіальної рідини на фоні комплексної терапії із застосуванням лазеротерапії у хворих на ревматоїдний артрит» за спеціальністю 14.00.39 — ревматологія; науковий керівник — професор Бабиніна Лідія Яківна, науковий консультант — професор Ганджа Ігор Михайлович
2011 року захистила докторську дисертацію –– «Медико-соціальне обґрунтування оптимізації системи первинної медико-соціальної допомоги на засадах сімейної медицини в Україні» за спеціальностями: 14.02.03 — «Соціальна медицина», 14.01.38 — «Загальна практика — сімейна медицина». Науковий консультант: доктор медичних наук, професор Гойда Н. Г.

### Лікувальна і наукова діяльність
Сфера наукових інтересів — організація первинної медичної допомоги на засадах сімейної медицини в Україні — якість та ефективність, розвиток профілактичної складової в роботі сімейного лікаря, доказовий скринінг, діагностика та лікування внутрішніх хвороб, імплементація класифікації ІСРС 2 в практику первинної медичної допомоги.
Брала участь в роботі багатьох міжнародних та всеукраїнських конгресів.
Автор понад 230 наукових та науково-методичних робот, 17 монографій, 7 нововведень.
Головний Редактор періодичного спеціалізованого журналу «Бібліотека сімейного лікаря та сімейної медсестри».
З 2015 р — заступник, а з 2016 р. Голова Національної Лікарської Ради України.

## Перелік ключових публікацій
Брала участь у розробці проектів законів та понад 20 наказів МОЗ України стосовно первинної медичної допомоги (2009—2016 рр.);
1. Порядок організації надання медичної допомоги та забезпечення маршрутів пацієнта лікарем загальної практики — сімейним лікарем при різних клінічних станах та захворюваннях. /Матюха Л. Ф., Гойда Н. Г., Лєхан В. М. Метод. рекомендації К., — 2011. — 43 с.
2. Матюха Л. Ф. Обґрунтування необхі дності оптимізації систе ми первинної медико-санітарної допомоги населенню України. Зб. наук. праць співробітників НМАПО імені П. Л. Шупика. — К., 2011. — Вип. 20, Т. 3. — С. 724—735.
3. Матюха Л. Ф. Експертна оцінка протоколів надання медичної допомоги за спеціальністю «Загальна практика — сімейна медицина». Східноєвропейський журн. громадського здоров'я. — 2011. — № 2. — С. 38–43
4. Формуляр лікарських засобів для надання первинної медико-санітарної допомоги та впровадженні регіонального формуляру: Регіональний формуляр лікарських засобів Харківської області / ред. кол. : І. М. Шурма, О. В. Галацан, Ю. В. Сороколат, Л. Ф. Матюха [та ін.] ; за ред. І. М. Шурми. — Х., 2011. — Вип. 1. — 72 с. (затверджено наказом ГУОЗ Харківської ОДА від 31.07.2011 р. № 68)
5. Ведення фізіологічної вагітності Методичний посібник для викладача / за ред. Лесовської С. Г., Матюхи Л. Ф., Осташко С. І. — Київ: Українсько — Швейцарська програма «Здоров'я матері та дитини», 2012. — 128 с.
6. Визначення компетентності сімейних лікарів в діагностуванні психо-емоційних порушень та проведенні реабілітаційних заходів у пацієнтів літнього віку з соматичною патологією./Матюха Л. Ф., Матвієць Л. Г. — Сімейна медицина, № 4. — 2012. — С. 5-10.
7. Роль сімейного лікаря у веденні пацієнтів з інтелектуальною недостатністю. Навчально–методичний посібник для лікарів загальної практики-сімейних лікарів /за ред. д.мед.н. Матюхи Л. Ф., к.психол.н., проф. Вітенка І. С., д.мед.н., проф. Гойди Н. Г. — Суми: Університетська книга, 2013. — 176 с.
8. Організація підготовки лікарів за фахом «загальна практика — сімейна медицина» на базах стажування протягом заочного етапу навчання. /Н. Г. Гойда, Л. Ф. Матюха, Л. В. Хіміон, О. Г. Шекера та ін. / Навчально-методичний посібник для керівників заочних баз стажування. — Київ. Наша родина плюс, 2014. — 144 с.
9. Методичні підходи до розробки локальних ме дико-технологічних документів в закладах пер винної медичної допомоги./ М. К. Хобзей, Т. М. Донченко, В. З. Нетяженко, Л. Ф. Матюха, К. О. Надутий. Навчально-методичний посібник для керівників ЦПМСД, лікарів ЗП-СЛ. Київ. Наша родина плюс, 2014. — 136 с.
10. Матюха Л. Ф. Больовий синдром, вплив на організм та підходи до ефективного знеболення в практиці сімейного лікаря. Український медичний часопис. — 2015. — № 4 (108). — С. 32-35.
11. Невідкладна медична допомога у загальній лікарській практиці. Навчальний посібник для лікарів-інтернів, лікарів-слухачів закладів післядипломної освіти та сімейних лікарів /За ред. І. С. Зозулі, Л. Ф. Матюхи, С. В. Білецького. — Київ: Наша родина плюс, 2015. — 496 с.
12. Розрахунок потреби у лікарських засобах, що містять контрольовані речовини. Матюха Л. Ф., Авраменко Т. П., Лісний І. І., Гойда Н. Г. Методичні рекомендації (134.15/195.15). — К., 2015. — 30 с.
13. Корекція порушень вуглеводного обміну у хворих на ожиріння у поєднанні з ураженнями жовчного міхура./Матюха Л. Ф. Якубовська І. А. Сімейна медицина. — Київ, 2015. — № 5 (61). — С. 100—103.
14. Современный взгляд на антибиотикотерапию хронического обструктивного бронхита легких в амбулаторной практике./Матюха Л. Ф., Титова Т. А., Тиш О. Б., Петрик И. О./Медицинские новости 2016. — № 4 (259). — С. 37 — 39. (Беларусь)(рос.)
15. Розробка локального протоколу паліативної медичної допомоги при лікуванні хронічного больового синдрому. Методичні рекомендації (38.16/79.16) Київ 2016. — 40 с.
16. Аналіз нормативно-правової бази щодо надання медико-соціальної допомоги при ВІЛ-інфекції у дітей перших років життя в практиці сімейного лікаря. /Матюха ЛФ. Медведовська Н. В., Бацюра Г. В., Веселова Т. В. Современная педиатрия // 2016 № 2 (74). — С 22-25

## Міжнародна співпраця
У 2015 р. обрана президентом Української асоціації сімейної медицини, яка є членом Всесвітньої організації сімейної медицини (WONCA).
Член Європейської академії викладачів сімейної медицини (EURACT) з 2006 року. Участь у міжнародних проектах: фонду «Відродження» — проведення спільних заходів з питань паліативної допомоги на первинному рівні, проведенні трьох Міжнародних конференцій в 2014, 2015 та 2016 р; USIED: мережі ЛЖВ «PESPECT» — підготовлено НМАПО понад 300 сімейних лікарів в різних регіонах України на циклах ТУ «Ведення пацієнтів з ВІЛ-інфекцією/СНІДом сімейним лікарем», а також понад 30 викладачів кафедр сімейної медицини України;
ВООЗ — підготовка лікарів і медичних сестер ПМД з «сірої зони» Донбасу з питань ведення неінфекційних захворювань на первинному рівні медичної допомоги; підготовлено асистента кафедри Веселову Т. В. з питань Інтегрованого ведення дітей до 5 років; Світовим Банком: з питань організації і проведення конференції з міжнародною участю «Здоров'я українців в руках сімейного лікаря»; Асоціацією лікарів — українців Великої Британії — за їх сприяння здійснено поїздку з вивчення досвіду роботи лікаря загальної практики у Великій Британії; ЮНІСЕФ — підготовлено двох національних тренерів — співробітників кафедри (проф. Сіліну Т. М., доц. Бухановську Т. М.) з питань «Організації та проведення Вакцінації на рівні ПМД» та «Консультування з питань репродуктивного здоров'я та планування сім'ї», здійснено поїздку з вивчення досвіду роботи медичної сестри та лікаря загальної практики, їх взаємодією з громадським здоров'ям у Великій Британії; Підписано Меморандуми про співпрацю з EURACT, Асоціацією сімейних лікарів Ізраїлю, Румунії.